# Gonzerath

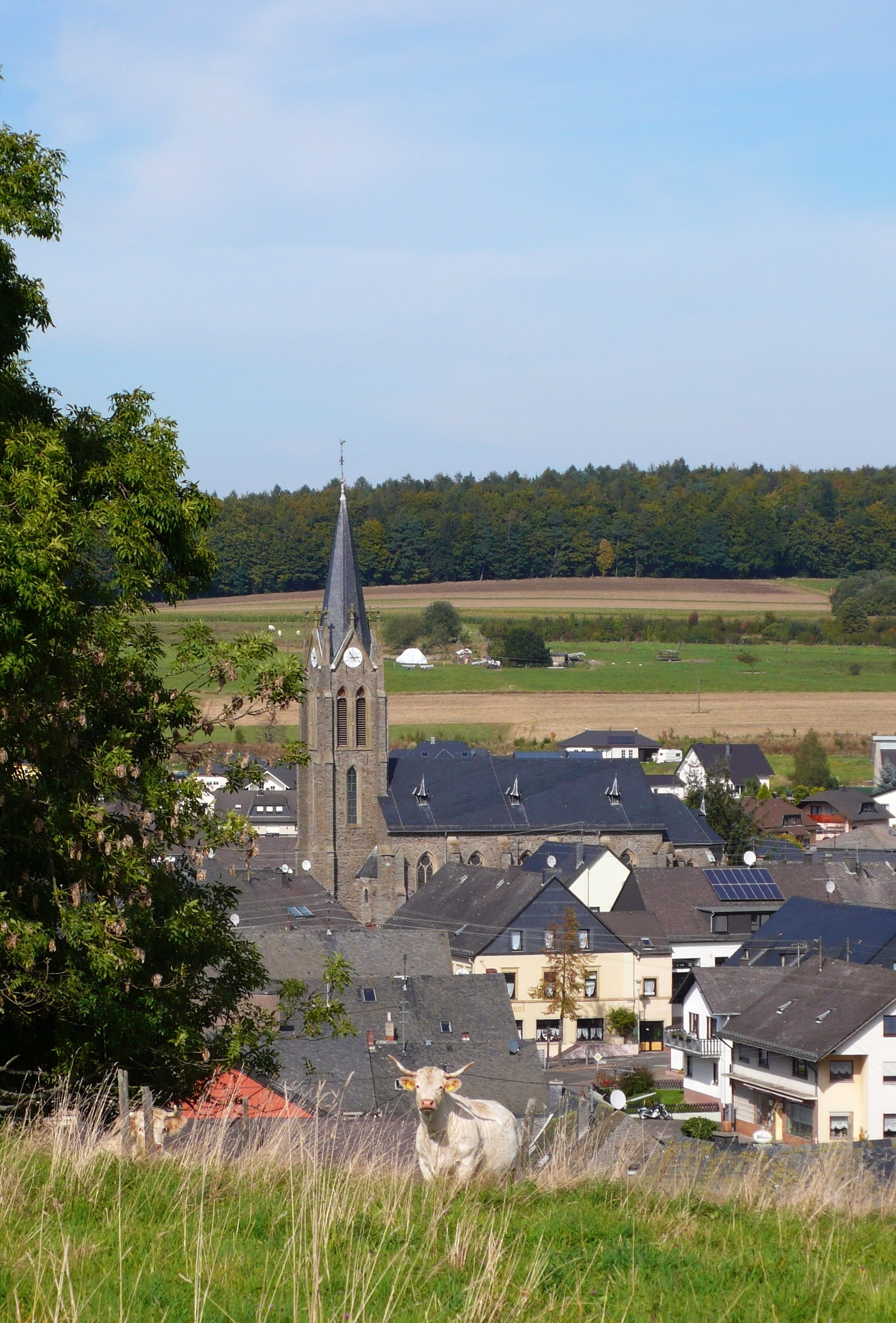
Gonzerath

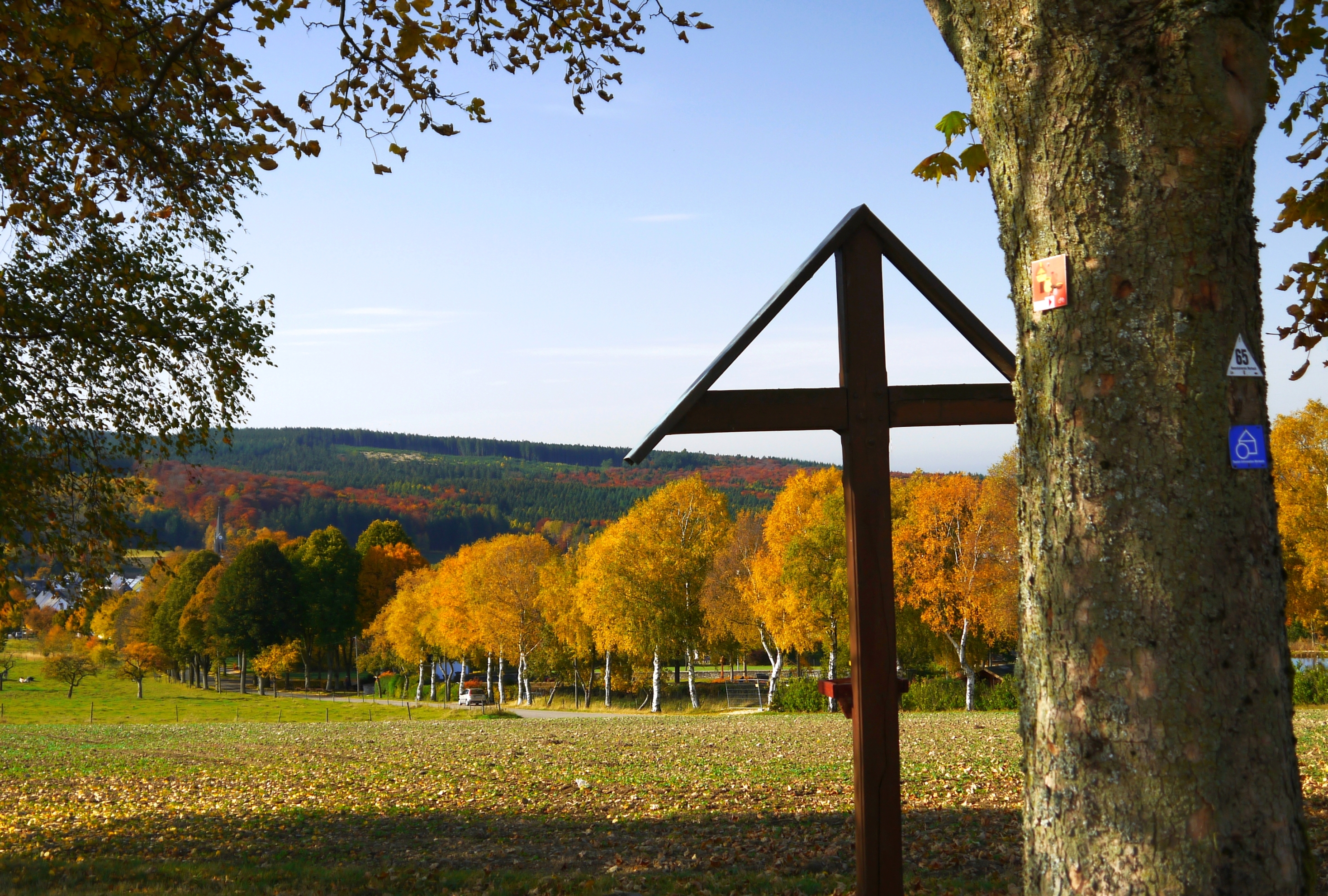
Gonzerath – Wederather Kreuz

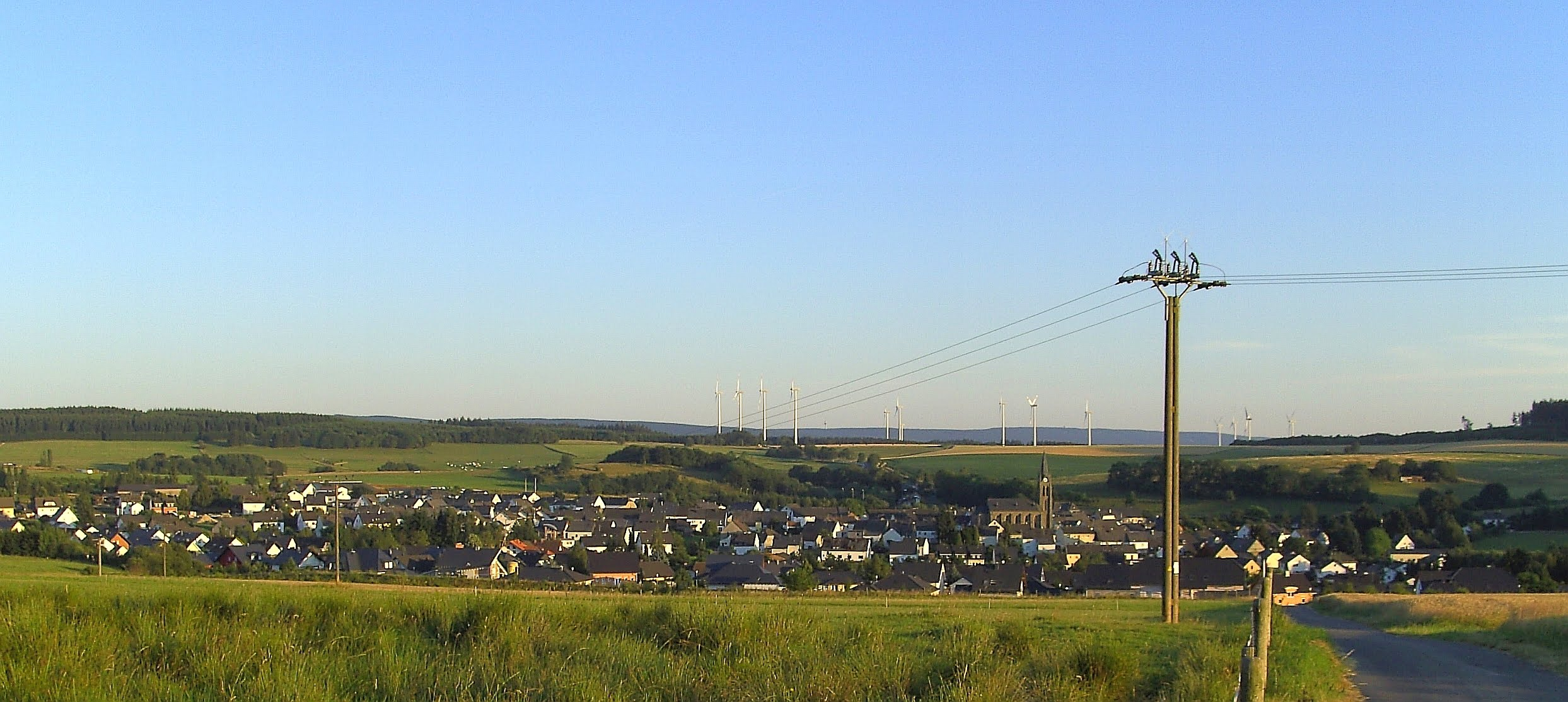
Gonzerath im Sommer 2006

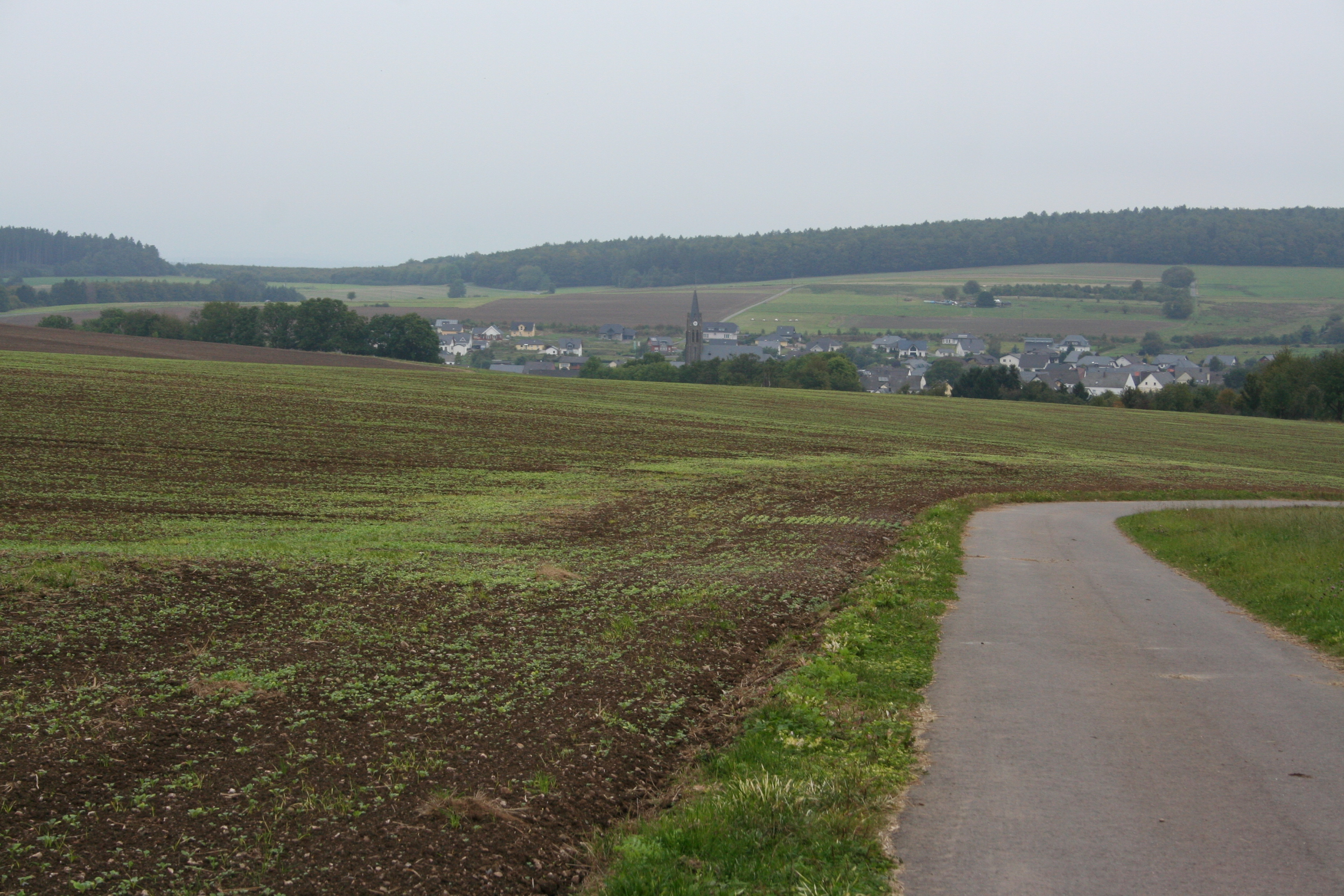
Morbach-Gonzerath

Gonzerath ist ein Dorf im Hunsrück und der zweitgrößte Ortsbezirk in der Gemeinde Morbach im Landkreis Bernkastel-Wittlich in Rheinland-Pfalz.

## Geographie
Gonzerath liegt nördlich der Hunsrückhöhenstraße zwischen dem Hauptort Morbach und Bernkastel-Kues an der Mosel. Durch Gonzerath führt die Bundesstraße 269. Zu Gonzerath gehören auch die Wohnplätze Gonzerather-Hinterbach und Longkamperhinterbach.

## Geschichte
Gonzerath, das 1290 erstmals urkundlich erwähnt wurde, als der Trierer Erzbischof dem Vogt Johann von Hunolstein den Zehnten von Gonzerath zu Lehen gab, hatte 1787 erst 215 Einwohner und wurde erst 1836 zu Pfarrei erhoben. Bis zu diesem Jahr war der Ort stets Filiale der Pfarrei Bischofsdhron. Eine Kapelle von „Guntzerod“ ist in einer Verordnung des Trierer Erzbischofs Kuno von Falkenstein im Jahre 1374 erwähnt. Im Dreißigjährigen Krieg erlitt die Kapelle schwere Schäden. 1716 wurde die Kapelle neu erbaut; 1880 musste sie dem Neubau der heutigen Kirche weichen.
In Gonzerath beherrschen noch ein paar Ältere das Rotwelsch, auch Jenisch genannt. Früher war es die Sprache der Viehhändler, der Kesselflicker und Besenbinder. Und „Besenbinner“ („Besenbinder“) war auch der Spitzname der Gonzerather, denn während langer Zeit war das Dorf ein Zentrum der Korbflechterei, einem Gewerbe, das hauptsächlich von Jenischen ausgeübt wurde, welche im Winter die Körbe herstellten, die sie Sommers auf Handelsreise selber verkauften. Noch heute ist der Begriff der „Besenbinner“ weit und breit bekannt – und die Gonzerather gehen mittlerweile freilich entspannt und selbstironisch mit ihrem einst ungeliebten Spitznamen um.
Bis Ende 1974 war Gonzerath eine eigenständige Gemeinde.

## Gegenwart
Im Jahr 2007 stand der Ort Gonzerath im Blickpunkt des öffentlichen Interesses, weil die vom Verfassungsschutz als rechtsextrem eingeschätzte Partei NPD im dortigen ehemaligen Schulgebäude ein Schulungszentrum einrichten wollte.
Am 3. März 2007 fand eine Demonstration gegen die geplante Maßnahme mit etwa 2000 Teilnehmern statt. Aufgrund dessen wurde die für diesen Tag geplante Einweihungsfeier des Schulungszentrums abgesagt und auf den 12. Mai 2007 verschoben.
Weil jedoch der bisherige Eigentümer die Auflagen nicht erfüllen konnte, aus dem besagten Haus ein funktionsfähiges Büro- und Wohngebäude zu errichten, hat die Gemeinde Morbach von ihrem Vorkaufsrecht Gebrauch gemacht und das Gebäude am 23. März 2007 zurückgekauft.

## Politik

### Ortsbezirk
Gonzerath ist gemäß Hauptsatzung einer von 19 Ortsbezirken der Gemeinde Morbach. Er wird politisch von einem Ortsbeirat und einem Ortsvorsteher vertreten.
Der Ortsbeirat von Gonzerath besteht aus 13 Mitgliedern, die bei der Kommunalwahl am 9. Juni 2024 in einer Mehrheitswahl gewählt wurden, und dem ehrenamtlichen Ortsvorsteher als Vorsitzendem.
Christoph Steinmetz wurde am 19. August 2019 Ortsvorsteher von Gonzerath. Bei der Direktwahl am vorangegangenen 26. Mai war er mit einem Stimmenanteil von 88,53 % gewählt worden. Da für die nächste Direktwahl am 9. Juni 2024 kein Wahlvorschlag eingereicht wurde, oblag die Neuwahl des Ortsvorstehers gemäß rheinland-pfälzischer Gemeindeordnung dem Ortsbeirat. Auf seiner konstituierenden Sitzung am 26. August 2024 bestätigte der Rat Christoph Steinmetz einstimmig für weitere fünf Jahre in seinem Amt.
Sein Vorgänger Dietmar Thömmes hatte das Amt 15 Jahre ausgeübt.

### Wappen
Das Wappen des Ortes bildet ein Antoniuskreuz und einen siebenblättrigen Buchenzweig auf einem zweigeteilten, grün-silbernen Hintergrund ab. Das Antoniuskreuz steht für den Einsiedler und Schutzpatron der Land- und Viehwirtschaft, den Heiligen Antonius. Er ist Pfarrpatron von Gonzerath. Der Buchenzweig verweist auf die berühmte Königsbuche, ein Wahrzeichen von Gonzerath.

## Sehenswürdigkeiten
- Die Königsbuche

Die Königsbuche, eine Rotbuche, ist das Wahrzeichen des Ortes. Sie wurde in den 1930er Jahren unter Naturschutz gestellt und ist heute mehr als 200 Jahre alt. Zu dem Naturdenkmal führt ein direkter Wanderweg von der Dorfmitte aus, welcher den Namen „Königsroute“ trägt.
- Wederather Kreuz

Dieses Kreuz steht östlich des Ortes am Wederather Weg. Wahrscheinlich wurde es einst als Gedenkkreuz errichtet, jedoch gibt es keine Quellen, die genau bestätigen, warum es dort aufgestellt wurde.
- Marienkapelle

In Gonzerath gehört es seit 125 Jahren zur Tradition, einmal jährlich zur Mutter Gottes nach Klausen zu pilgern. Zu Ehren der heilgen Mutter Gottes errichteten die Dorfbewohner im Jahr 1990 auch in ihrem Ort eine Kapelle, welche der Mutter Gottes geweiht ist.
- Schackbergkreuz

Das im Jahr 1930 errichtete Kreuz auf dem Schackberg diente einst als Wahrzeichen eines katholischen Ortes. Heute führt ein Wanderweg auf den Berg, von welchem man eine Aussicht über den ganzen Ort genießen kann.
- Pfarrkirche

An diesem Ort befand sich vor dem Bau der Kirche eine Kapelle. 1880 musste die Kapelle dem Bau der heutigen Kirche weichen.
- Kriegerdenkmal

Unmittelbar neben der Pfarrkirche befindet sich ein Kriegsdenkmal, welches von den Zurückgekehrten des Ersten Weltkrieges für die Gefallenen errichtet wurde.

## Nachbarorte
| Annenberg  | Kommen  | Götzeroth |
| Gornhausen |         | Wederath  |
| Heinzerath | Morbach | Hundheim  |